# Asmat, Zuidwest Nieuw-Guinea
Asmat, Zuidwest Nieuw-Guinea was een tentoonstelling in 1956 van tribale kunst uit Nederlands-Nieuw-Guinea in het Tropenmuseum in Amsterdam.
Deze tentoonstelling toonde enkele tientallen rituele voorwerpen uit het zuidwestelijke kustgebied van Nieuw-Guinea, thans de Indonesische provincie Papoea. De tentoonstelling was direct het gevolg van recente, spectaculaire aanwinsten uit dit gebied, in opdracht van het Tropenmuseum verzameld door Carel Groenevelt. Grote delen van het zuidelijke kustgebied waren lang terra incognita geweest; pas rond het begin van de twintigste eeuw was er sporadisch - en niet altijd vreedzaam -  contact tussen Nederlandse militairen en wetenschappelijke onderzoekers met de Papoea's daar: de Asmat, die al snel bekend werden als de meest primitieve onderdanen van Nederland. In de jaren vijftig werd het contact met hen geïntensiveerd door de vestiging van Nederlandse bestuursposten en de komst van de rooms-katholieke missie. De naakte koppensnellers bleken virtuoze houtsnijders. De kunst van de Asmat stond in verband met het koppensnellen en die zou, zo meenden de Nederlandse volkenkundige musea, na de pacificatie van het gebied samen met de sneltochten voorgoed verdwijnen. Groenevelt verzamelde daarom koortsachtig voorwerpen, zowel voor het Tropenmuseum als het Museum voor Land- en Volkenkunde in Rotterdam. Hij werd daarbij bijgestaan door pater Gerard Zegwaard die daar al een tijdje verbleef. 
De tentoonstelling toonde voorouderbeelden, roeispanen, speren, schilden, bisjpalen,  prauwen en prauwvoorstevens, antropomorfe voedselbakken en eetschalen, alle rijkelijk versierd met symbolische motieven. De bij de expositie verschenen nummercatalogus kan beschouwd worden als de allereerste publicatie over de Asmat. Sindsdien is er een omvangrijke literatuur over deze cultuur verschenen.

## Catalogus
- H.C. van Renselaar, Asmat, Zuidwest Nieuw-Guinea. Amsterdam, 1956 [Koninklijk Instituut voor de Tropen No. CXXI, Afdeling Culturele en Physische Anthropologie No. 55]